# Remedium (album Szymona Wydry & Carpe Diem)
Remedium – trzeci album Szymona Wydry & Carpe Diem, wydany 26 listopada 2007 roku nakładem wytwórni Universal Music Polska.
Album dotarł do 25. miejsca polskiej listy przebojów – OLiS.

## Lista utworów
Opracowano na podstawie materiału źródłowego.
1. „Jak ja jej to powiem” – 4:21
2. „Czasami czuję to tak” – 3:51
3. „Król” – 3:48
4. „Szkoda słów” – 4:16
5. „Dlaczego ja” – 4:37
6. „Szaromija” – 4:10
7. „Remedium” – 4:25
8. „Całe życie grasz” – 3:05
9. „Staram się nie myśleć” – 4:39
10. „Carpe diem” – 3:07
11. „Jesteś sam” – 5:15

## Twórcy
Opracowano na podstawie materiału źródłowego.
- Szymon Wydra – śpiew
- Zbigniew Suski – gitara, gitara basowa, produkcja
- Karol Sionek – instrumenty klawiszowe
- Piotr Matysiak – perkusja